# Samoth
Tomas Thormodsæter Haugen poznat kao Samoth (Hammerfest, Norveška, 9. lipnja 1974.) je norveški black metal gitarist i instrumentalist. Najpoznatiji je kao gitarist i bubnjar sastava Emperor i death metal sastava Zyklon.
S Ihsahnom je jedini izvorni član Emperora.  Samoth je na početku osim gitare svirao i bubnjeve na demoalbumu Wrath of the Tyrant. Svirao je na bas gitaru na EPi Aske projektu Burzum, a također je svirao na albumu The Shadowthrone Satyricona i Penatragm sastava Gorgoroth.
Samoth je također bio glazbenikom sastava Zyklon-B i Zyklon, no sastavi su se raspali. Svirao je na EPi Constellation sastava Arcturus. S Ihashnom je osim u Emperoru svirao u sastavu Thou Shalt Suffer. Bio je vlasnik diskografske kuće Nocturnal Art Productions.

## Diskografija
S Emperorom
- Wrath of the Tyrant (1992., demo)
- Emperor (1993., EP)
- In the Nightside Eclipse (1994.)
- As the Shadows Rise (1994., EP)
- Reverence (1997., EP)
- Anthems to the Welkin at Dusk (1997.)
- IX Equilibrium (1999.)
- Emperial Live Ceremony (2000., live album)
- Prometheus: The Discipline of Fire & Demise (2001.)

S Gorgorothom
- Pentagram (1994.)

S Satyriconom
- The Shadowthrone (1994.)

S Zyklonom
- World ov Worms (2001.)
- Aeon (2003.)
- Disintegrate (2006.)

S Burzumom
- Aske (1993., EP)

S Arcturusom
- Constellation (1994., EP)

S Thou Shalt Sufferom
- Open the Mysteries of Your Creation (1991., EP)

S Zyklon-B
- Blood Must Be Shed (1995., EP)